# Kate Allen
Kate Allen (n. 25 aprilie 1970, Geelong, Victoria, Australia) este o sportivă ce a reprezentat Austria, medaliată olimpică. A participat la două ediții ale Jocurilor Olimpice (2004, 2008) în care a câștigat o medalie de aur.